# Falsiformica cretacea
Falsiformica cretacea (лат.) — ископаемый вид ос из семейства Falsiformicidae. Обнаружен в меловых отложениях России: (Таймыр, таймырский янтарь, р. Нижняя Агапа, Dolgan Formation, сеноманский ярус, возраст около 95 млн лет).

## Описание
Мелкого размера ископаемые перепончатокрылые, которые были описаны по останкам из таймырского янтаря. Длина тела 2,9 мм, длина переднего крыла 2,0 мм, длина усиков 1,3 мм. Вид Falsiformica cretacea был впервые описан в 1975 году российским энтомологом Александром Павловичем Расницыным (ПИН РАН, Москва, Россия) вместе с видами Bethylonymellus buccatus, Symphytopterus ater, Bethylonymus curtipes. Таксон Falsiformica cretacea включён в состав рода Falsiformica Rasnitsyn 1975 и выделен в отдельное семейство Falsiformicidae. Иногда в состав этого семейства включают и второй вид — Taimyrisphex pristinus Evans 1973, первоначально помещённый в семейство роющих ос Sphecidae. Однако, позднее (Расницын, 1980:28) род Taimyrisphex был перенесён в вымершее семейство Falsiformicidae (Scolioidea; в другой трактовке в Vespoidea). В последних классификациях (Zhang, 2013) семейство Falsiformicidae включает или только один номинативный вид или 4 рода (Wang et al., 2025).